# Addington, Kent
Addington är en ort och civil parish i grevskapet Kent i sydöstra England. Orten ligger i distriktet Tonbridge and Malling, cirka 11 kilometer nordväst om Maidstone. Den ligger längs motorvägen M20. Tätorten (built-up area) hade 547 invånare vid folkräkningen år 2021.
I civil parishen ligger även en del av orten Wrotham Heath.